# Tant

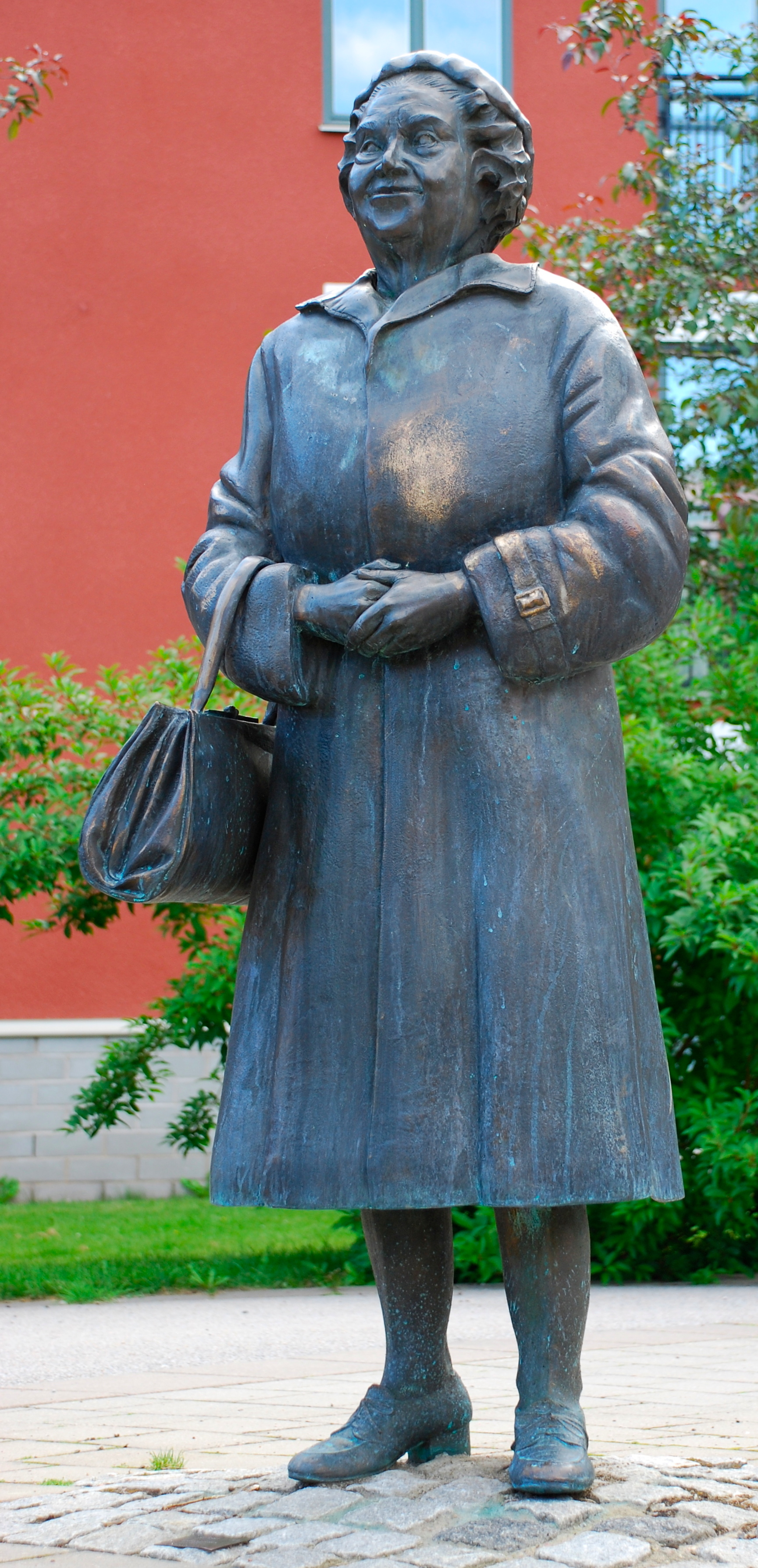
Den svenska tanten, skulptur från 2005 av Susanna Arwin på universitetscampus i Växjö.

Med tant menas en kvinnlig släkting, särskilt faster eller moster, eller en äldre kvinna i allmänhet. Motsvarande ord för män är farbror.
Ordet tant är känt i svenska språket sedan 1700-talet som tilltalsord till och benämning för moster, faster eller annan kvinnlig släkting. Under 1800-talet började det bli vanligt att använda ordet om äldre kvinnor i allmänhet. Barn kan använda ordet tant, dels om släkting och vuxen kvinna i föräldrarnas bekantskapskrets och dels om en obekant äldre kvinna. 
I vardaglig betydelse avser ordet en kvinna i medelåldern eller äldre. Det uppfattas numera ofta som lätt nedsättande eller ironiskt om en kvinna använder ordet om sig själv.
I norska, danska, franska, nederländska och tyska (såsom svenska) betyder motsvarande ord "tante" faster eller moster, till exempel Tant Elsa betyder "Faster Elsa" eller "Moster Elsa" (jämför onkel för farbror/morbror). På engelska heter ordet "aunt".